# Felix Kaufmann
Pour les articles homonymes, voir Kaufmann.
Felix Kaufmann (4 juillet 1895, Vienne - 23 décembre 1949, New York) est un philosophe du droit américain d'origine autrichienne. Ses travaux s'inscrivent dans le sillage de la phénoménologie.

## Biographie
Après avoir étudié le droit et la philosophie à Vienne, il devient Privatdozent. Durant cette période, il participe au Cercle de Vienne. Il s'intéresse alors aux fondements des mathématiques et, avec Hermann Weyl et Oskar Becker, il tente d'appliquer l'approche phénoménologique développée par Edmund Husserl aux mathématiques.
Étant de famille juive, il est contraint de quitter l'Autriche pour les États-Unis en 1938. Il y enseigne le droit à la New York School for Social Research. Avant la Deuxième Guerre mondiale, Kaufman a apporté son aide à des émigrés autrichiens et allemands contraints de quitter leur pays en raison de la montée du nazisme. Il est intervenu en faveur de Karl Popper afin qu'il puisse être engagé à l'université de Cambridge.

## Travaux
- (de) Logik und Rechtwissenschaft, 1922.
- (de) Die Kriterien des Rechts, 1924.
- (de) Das Unendliche in der Mathematik und seine Ausschaltung, 1930.
- (de) Methodenlehre der Sozialwissenschaften, 1936.